# Roberto Pérez
Roberto Pérez Méndez (ur. 17 kwietnia 1960 w San Ignacio de Velasco, zm. 20 lutego 2024) – boliwijski piłkarz grający na pozycji obrońcy. Uczestnik Copa America 1983 (2 mecze) i Copa America 1993 (rezerwowy).